# Тасе Христов (Прекопана)
 Тази статия е за леринския деец на ВМОРО.  За стружкия вижте Тасе Христов.  
Тасе Христов е български общественик и революционер, деец на Вътрешната македоно-одринска революционна организация.

## Биография
Тасе Христов е роден през 1877 година в леринското село Прекопана, тогава в Османската империя, днес в Гърция. През 1891 година заминава да работи в Цариград, където участва в църковните борби на българите. Там се присъединява към ВМОРО, разкрит е от турските власти и през 1902 година е интерниран в родния си край. Участва в Илинденско-Преображенското въстание от 1903 година, а след опожаряването на Прекопана от турците живее година в Зелениче със семейството си, след което се завръща в родното си село. Там участва в защитата на селото от гръцки андартски нападения на 25 май и 15 август 1905 година. Защитата на селото се води от Кузо Блатски, а къщата на Тасе Христов е повторно опожарена. През 1907 година Тасе Христов емигрира в Торонто, Канада, през 1913 година се премества в Дейтън, Охайо, а през 1919 година трайно се установява в Детройт, Мичигън, където е активен член на МПО „Татковина“. Неговият син Методи Христов през 1940-те е касиер на МПО „Татковина“, а зетът на Тасе Марко Христов от Буф е настоятел на църковната община в Детройт.